# Brendan Howlin
Brendan Howlin (irl. Breandán Ó Húilín; ur. 9 maja 1956 w Wexfordzie) – irlandzki polityk i nauczyciel, parlamentarzysta, minister w różnych gabinetach, w latach 2016–2020 lider Partii Pracy.

## Życiorys
Urodził się jako syn związkowca Johna Howlina i działaczki laburzystowskiej Molly Howlin. Kształcił się w rodzinnej miejscowości w szkole prowadzonej przez Kongregację Braci w Chrystusie, następnie odbył studia nauczycielskie w St Patrick’s College w Dublinie. Pracował zawodowo jako nauczyciel.
Zaangażował się w działalność polityczną w ramach Partii Pracy. W latach 1981–1993 był radnym Wexfordu, od 1985 wchodził w skład zarządu miasta, zaś w latach 1986–1987 pełnił funkcję burmistrza. Od 1985 do 1993 był radnym hrabstwa Wexford. W listopadzie 1982 kandydował bez powodzenia do Dáil Éireann. W 1983 z nominacji premiera zasiadł w Seanad Éireann. W 1987 został wybrany do niższej izby irlandzkiego parlamentu 25. kadencji w okręgu wyborczym Wexford. Mandat deputowanego utrzymywał w kolejnych wyborach w 1989, 1992, 1997, 2002, 2007, 2011, 2016 i 2020.
Od stycznia 1993 do listopada 1994 był ministrem zdrowia w gabinecie Alberta Reynoldsa. Od grudnia 1994 do czerwca 1997 pełnił funkcję ministra środowiska w rządzie John Brutona. Zajmował różne stanowiska w strukturach partyjnych, w latach 1997–2002 był wiceprzewodniczącym swojego ugrupowania. W 2002 bez powodzenia ubiegał się o przywództwo w Partii Pracy. W latach 2007–2011 sprawował urząd zastępcy przewodniczącego Dáil Éireann 30. kadencji. Od marca 2011 do maja 2016 pełnił funkcję ministra ds. wydatków publicznych i reform w rządzie Endy Kenny’ego.
Gdy po słabym wyniku Partii Pracy w wyborach w 2016 Joan Burton zrezygnowała z kierowania partią, 20 maja 2016 Brendan Howlin został wybrany na nowego lidera tego ugrupowania. Ustąpił z tej funkcji po wyborach w 2020; w kwietniu tegoż roku na czele partii zastąpił go Alan Kelly.